# Premio Martín Fierro 1960
Qui di seguito sono indicati i vincitori e i nominati del Martín Fierro 1960.
- Attrice drammatica

Nomination: Lydia Lamaison e Violeta Antier
Vincitrice: Luisa Vehil per Buenas noches, destino
- Attrice di commedia

Nomination: Beatriz Bonnet e Pepita Martín
Vincitrice: Irma Córdoba per Mi marido y mi padrino
- Attrice comica

Nomination: Chela Ruiz e Hilda Viñas
Vincitrice: Nelly Beltrán per La hermana San Sulpicio
- Attrice di reparto

Nomination: Idelma Carlo e Emma Bernal
Vincitrice: Blanca del Prado
- Rivelazione femminile

Nomination: Violeta Antier e Estela Molly
Vincitrice: Beatriz Día Quiroga
- Attore drammatico

Nomination: Luis Medina Castro e Narciso Ibáñez Menta
Vincitrice: Alfredo Alcón
- Attore di commedia

Nomination: José Cibrián e Angel Magaña
Vincitrice: Osvaldo Miranda per Mi marido y mi padrino
- Attore comico

Nomination: José Marrone e Juan Carlos Mareco
Vincitore: Tato Bores
- Attore di reparto

Nomination: Jorge Rivera López e Adolfo Linvel
Vincitore: Pedro Buchardo
- Rivelazione maschile

Nomination: Pedro Buchardo e Alberto Fernández de Rosa
Vincitore: Osvaldo Pacheco
- Unitario di Teleteatro

Nomination: Teatro argentino e Teatro en su casa
Vincitore: La Casa del Teatro
- Teleteatro a episodi

Nomination: Obras maestras del terror e Yo y un millón
Vincitore: Cualquiera de nosotros
- Librettista di un unitario

Nomination: Norberto Aroldi e Rodolfo M. Taboada
Vincitore: Horacio S. Meyrialle per Todo el año es Navidad e La vida de los otros.
- Librettista a episodi

Nomination: Jorge Falcón e Abel Santa Cruz
Vincitore: Norberto Aroldi
- Librettista comico

Nomination: Landrú, Carlos A. Petit e Luis Iturraspe
Vincitore: Carlos Carlino per Los trabajos de Marrone
- Direttore

Nomination: Guillermo Franco, Eduardo Celasco, Nicolás Del Boca, Alberto Moneo e Martha Reguera
Vincitore: Edgardo Borda
- Direttore integrale

Nomination: Martín Clutet e María Herminia Avellaneda
Vincitore: David Stivel
- Direttore delle scene

Nomination: Pedro Escudero e Luis Mottura
Vincitore: Narciso Ibáñez Menta
- Show

Nomination: Casino Philips e Fiestas flamencas
Vincitore: El show de Pinocho
- Labor masculina show

Nomination: Dringue Farías, Miguel Amador e Juan Carlos Correa
Vincitore: Juan Carlos Mareco
- Labor femenina show

Nomination: Fetiche e María Antinea
Vincitore: Dorita Burgos
- Animatore

Nomination: Antonio Carrizo e Guillermo Brizuela Méndez
Vincitore: Carlos Ginés
- Speaker radiotelevisivo

Nomination: Julio Vivar e Adolfo Salinas
Vincitore: Jorge Fontana
- Scenografia

Nomination: Antón e Nélida Lauría
Vincitore: Mario Vanarelli
- Arte nativo

Nomination: Fogón en la huella e Hermanos Hablaos
Vincitore: Sábados criollos
- Programma giovanile

Nomination: Festival del Padre Gardella e El capitán Piluso
Vincitore: Buenos días, Pinky
- Programma di intrattenimento

Nomination: Telekermesse e Odol pregunta
Vincitore: Un… dos… Nescafé
- Programma per tutti

Nomination: Cocina Igarashi e Petrona C. de Gandulfo
Vincitore: Buenas tardes, mucho gusto
- Programma periodico

Nomination: La gente e El deporte es así
Vincitore: Libro de actas
- Programma di moda

Nomination: Arquitectos de la moda e La moda al día
Vincitore: Modas en TV
- Microprogrammi

Nomination: De todos los tiempos e Mariano Perla
Vincitore: De padres a hijos di Florencio Escardó
- Produzione commerciale

Nomination: Música en el aire e Obras maestras del terror
Vincitore: La Casa del Teatro
- Produzione artistica

Nomination: Ciclo de éxitos de Pedro López Lagar
Vincitore: La Casa del Teatro
- Roducción filmada

Nomination: El círculo de la noche, Médico e Caravana
Vincitore: Disneylandia
- Nota de prensa filmada

Nomination: Catástrofe de Chile e Noticiero canal 7
Vincitore: Olimpíadas de Roma
- Programma didattico o culturale

Nomination: -
Vincitore: Fulton Sheen
- Transmisión de exteriores

Nomination: Operación 0 e Desfile militar
Vincitore: Fútbol por televisión
- Aviso filmado

Nomination: Vinos Resero e Pepsodent
Vincitore: Abanta
- Aviso en vivo

Nomination: Eugenio Diez e Thompson y Williams
- Animatrice

Candidature: Pinky, Nelly Prince, Blackie e Maricarmen (per questa categoria non si sa il vincitore)
- Speaker radiotelevisovo femmina'

Candidature: Marta Moreno, Pura Delgado e Nelly Prince (per questa categoria non si sa la vincitrice)